# 312
Початок правління Костянтина Великого у Римській імперії. У Китаї править династія Західна Цзінь, в Японії триває період Ямато. У Персії править династія Сассанідів.
На території лісостепової України Черняхівська культура. У Північному Причорномор'ї готи й сармати.

## Події
- 28 жовтня у битві біля Мульвієвого мосту (на північ від Риму) імператор Костянтин отримав перемогу над військами деспота Максенція і фактично, хоча і без офіційного визнання, став одноосібним правителем Західної Римської імперії.
- Імператор Костянтин пропонує союзні відносини імператору Сходу Ліцинію.
- Завершено будівництво Базиліки Максенція та Костянтина — найбільшої будівлі, коли-небудь побудованої на Римському Форумі.
- Починається спорудження Арки Костянтина в Римі.

## Померли
- Святі Климентій Анкирський та Агатангел — ранньо-християнські святі, мученики з Малої Азії
- Святий Сілван — ранньо-християнський святий, єпископ і мученик з Фінікії (Лівану)
- Максенцій — римський імператор (306—312), потонув у Тибрі під час втечі після поразки у битві біля Мульвієвого мосту